# Lombo de Figueira
Lombo de Figueira est une localité de l'île de Santo Antão au Cap-Vert.

## Présentation
Lombo de Figueira est située dans la partie centre-est de l'île de Santo Antão. 
Elle est située à environ 9 km au nord de la capitale de l'île, Porto Novo, sur la route nationale EN1-SA01 qui relie Porto Novo à Ribeira Grande.
Elle fait partie de la municipalité de Porto Novo et de la freguesia] de São João Baptista.  
Une espèce endémique de papillons, Leptotes pirithous capverti , a été trouvée dans la zone.

## Subdivisions
- Água das Caldeiras
- Chã de Grama
- Chã de Tampa
- Covoada de Conce
- Lajedo
- Lombo das Figueiras
- Lombo Tortolho
- Topinho
- Valeta

## Population
En 2010, sa population était de 281 habitants.